# كارولين تشانغ
كارولين تشانغ (بالإنجليزية: Caroline Zhang)‏ هي متزلجة فنية أمريكية، ولدت في 20 مايو 1993 في بوسطن في الولايات المتحدة.

## وصلات خارجية
- كارولين تشانغ على موقع الاتحاد الدولي للتزلج (الإنجليزية)